# Brezovec pri Polju
Brezovec pri Polju je naselje u slovenskoj Općini Podčetrtku. Brezovec pri Polju se nalazi u pokrajini Štajerskoj i statističkoj regiji Savinjskoj. 

## Stanovništvo
Prema popisu stanovništva iz 2002. godine naselje je imalo 97 stanovnika.